# Стрибки у воду на Чемпіонаті світу з водних видів спорту 1982
Змагання зі стрибків у воду на Чемпіонаті світу з водних видів спорту 1982 відбулися в Гуаякілі (Еквадор).

## Таблиця медалей
| Місце              | Країна             | Золото | Срібло | Бронза | Загалом |
| ------------------ | ------------------ | ------ | ------ | ------ | ------- |
| 1                  | США (USA)          | 4      | 1      | 1      | 6       |
| 2                  | СРСР (URS)         | 0      | 2      | 1      | 3       |
| 3                  | НДР (GDR)          | 0      | 1      | 0      | 1       |
| 4                  | КНР (CHN)          | 0      | 0      | 2      | 2       |
| Загалом (4 збірні) | Загалом (4 збірні) | 4      | 4      | 4      | 12      |

## Медальний залік

### Чоловіки
| Дисципліна    | Золото                    | Срібло                         | Бронза                         |
| Трамплін, 3 м | Грег Луганіс (USA) 752.67 | Сергій Кузьмін (URS) 636.15    | Олександр Портнов (URS) 631.56 |
| Вишка, 10 м   | Грег Луганіс (USA) 634.26 | Володимир Алейник (URS) 629.85 | Брюс Кімболл (USA) 619.68      |

### Жінки
| Дисципліна    | Золото                     | Срібло                       | Бронза                     |
| Трамплін, 3 м | Меґан Неєр (USA) 501.03    | Крістіна Сюферт (USA) 490.02 | Пен Юаньчуань (CHN) 482.10 |
| Вишка, 10 м   | Венді Вайленд (USA) 438.78 | Рамона Венцель (GDR) 417.99  | Чжоу Цзіхун (CHN) 399.78   |